# Spilogona gilvicornis
Spilogona gilvicornis är en tvåvingeart som beskrevs av Fritz Isidore van Emden 1951. Spilogona gilvicornis ingår i släktet Spilogona och familjen husflugor.
Artens utbredningsområde är Kenya. Inga underarter finns listade i Catalogue of Life.